# Marie-Thérèse Bonzel
Marie Thérèse Bonzel (Olpe, 17 septembre 1830 - Olpe, 6 février 1905) est une religieuse allemande fondatrice et première supérieure des Pauvres sœurs Franciscaines de l'Adoration Perpétuelle. Elle est reconnue comme Bienheureuse par l'Église catholique et elle est commémorée le 6 février selon le Martyrologe romain.

## Biographie
Regina Christine Wilhelmine Bonzel, de son nom de naissance, est née le 17 septembre 1830 à Olpe. Elle est pensionnaire chez les Ursulines à Cologne, où mûrit sa vocation religieuse.
En 1850, elle entre dans le Tiers-Ordre franciscain. Elle prend le nom de Marie Thérèse (Maria Theresia). Elle devient également membre de l'Association des jeunes femmes pour soutenir les pauvres et les malades sans défenses. En 1857, elle est élue à la tête de cette organisation.
Avec quelques compagnes, elle crée une petite école à Olpe pour enseigner aux enfants orphelins. Ainsi la Congrégation des Sœurs Franciscaines de l'Adoration Perpétuelle est née. En 1863, l'évêque Konrad Martin de Paderborn leur permet de vivre selon la règle de saint François d'Assise, leur modèle et idéal de vie. Elle s'appelle donc Mère Marie Thérèse. Quelques années plus tard, sa fondation se développe, et en 1876 un couvent est établi aux États-Unis.
Mère Marie Thérèse Bonzel est morte le 6 février 1905 à Olpe. À sa mort, 73 couvents de sa fondation sont implantés en Allemagne et 49 aux États-Unis. Sa congrégation comptait alors 1 500 religieuses.

## Béatification
Sa cause en béatification est ouverte en 1961, à ce titre elle est déclarée Vénérable.
Sa béatification est célébrée le 10 novembre 2013 dans la cathédrale de Paderborn. La cérémonie est présidée par le cardinal Angelo Amato au nom du pape François. La Bienheureuse Thérèse Bonzel est fêtée le 6 février.